# Ким, Анатолий Андреевич
Анато́лий Андре́евич Ким (род. 15 июня 1939[…], Ынтымак, Южно-Казахстанская область) — русский прозаик, драматург и переводчик, сценарист.

## Биография
Родился в семье учителя. Его корейские предки переселились в Россию ещё в XIX веке. В 1937 его родителей депортировали с Дальнего Востока в Казахскую ССР, а в 1947 году они переехали на Сахалин. Учился в Московском художественном училище памяти 1905 года, поэтому часто выступает как художник и оформитель собственных книг.
В 1971 заочно окончил Литературный институт им. А. М. Горького. Перебрал много самых разных профессий, что помогло ему ориентироваться в жизни. Начал с публикации рассказов и повестей, тематически связанных с Дальним Востоком и Сахалином и несущих на себе печать национального корейского миросозерцания, быта и фольклора. Впоследствии даже преподавал в Сеуле (Южная Корея).
Много ездил по российскому Нечерноземью, по его словам, «дышал атмосферой подлинной русской речи». В 1979 принял христианство, а позже написал роман «Онлирия», который один из литературных критиков охарактеризовал как «диссертацию на звание христианского писателя».

В сюрреалистических картинах Ким — большой поклонник В. Хлебникова — изображает упразднение времени, исходя из подлинной перспективы — вечности. Смена повествовательных перспектив (безличное повествование от третьего лица и от первого лица различных персонажей) обогащает творчество Кима. <…> Во всём, что он пишет, Ким стремится к постижению реальности как истории духа, реальности, увиденной с большой высоты.
— Вольфганг Казак
Член СП СССР (1978). Был членом правлений СП РСФСР (1985-91) и СП СССР (1986-91), исполкома Русского ПЕН-центра (с 1989), редколлегии газет «ЛГ» (1990-97), «День», журналов «Сов. литература (на иностр. языках)», «Московский вестник» (с 1990). Член редколлегий и обществ. советов журналов «НМ», «Роман-газета» (с 1998). Академик Академии российской словесности (1996).
Имеет дачи в Клепиковском районе Рязанской области — на территории Колесниковского сельского поселения, в деревне Немятово и селе Воскресенье.
С конца 2004 года жил в Казахстане, хотя часто посещал Россию. Вернулся в Москву в 2012, и сейчас живёт в Переделкине.

## Награды и премии
- Премия журнала «ДН» (1980)
- Премия Евангелической церкви Рейнланда (1981)
- Орден «Знак Почёта» (1984)
- Премия журнала «Юность» (1997)
- Премия им. Ю.Казакова ПЕН-клуба Казахстана (2000)
- Премия «Ясная Поляна» (2005)
- Орден «Достык» II степени (2009, Казахстан)[3]
- Золотой Орден «Мугунхва» за вклад в мировую культуру (2014, Республика Корея)
- Премия «Независимой газеты» «Нонконформизм» в разделе «Нонконформизм-Спецноминация» (2016)
- Орден «За заслуги в культуре и искусстве» (19 октября 2022 года) — за большой вклад в развитие отечественной культуры и искусства, многолетнюю плодотворную деятельность[4]

## Избранные труды
Рассказы
- Шиповник Мёко (1973)
- Акварель (1973)
- Детские игры (?)
- Остановка в августе (?)

Повести
- Поклон одуванчику (1975)
- Луковое поле (1976, опубл. 1978)
- Лотос (1980)
- Поселок кентавров (1992)
- Мое прошлое (опубл. 1998)
- Стена (Повесть невидимок) (опубл. 1998)

Сборники
- Голубой остров (1976)
- Четыре исповеди (1978)
- Соловьиное эхо (1976, опубл. 1980)
- Нефритовый пояс (1981)
- Собиратели трав (1980, опубл. 1983)
- Вкус терна на рассвете (1985)
- Будем кроткими, как дети

Романы
- Онлирия (1995)
- Близнец (опубл. 2000)
- Остров Ионы (метароман) (2001)

Роман-сказка
- Белка (1985)
- Арина (опубл. 2006)

Роман-притча
- Отец-Лес (1989)

Роман-мистерия
- Сбор грибов под музыку Баха (опубл. 1997)
- Посёлок кентавров (роман-миф, 1992)

Пьесы
- Плач кукушки, альм. «Совр. драматургия», 1984
- Прошло двести лет, альм. «Совр. драматургия», 1986, № 2

Сценарист
- Сестра моя Люся 1985
- Выйти из леса на поляну 1988
- Месть 1989

### Переводы
Анатолий Ким много переводит на русский язык видных казахских писателей. Самые крупные проекты: «Последний долг» Абдижамила Нурпеисова (2000, получил международную премию им. Ю. Казакова Казахстанского пен-клуба) и новый вариант эпопеи «Путь Абая» Мухтара Ауэзова (2007).

## Экранизации
- Ивин А. (1990)